# Séries de divisions de la Ligue nationale de baseball 1981
Les Séries de divisions de la Ligue nationale de baseball 1981 faisaient partie de la première ronde des séries éliminatoires dans les Ligues majeures de baseball, devant mener à la Série mondiale.
Elles étaient constituées de deux séries trois de cinq, opposant les champions des deux moitiés de la saison 1981 dans les divisions Est et Ouest de la Ligue nationale.
Ces Séries de divisions ont débuté le mardi 6 octobre 1981 et se sont terminées le dimanche 11 octobre. Les deux équipes gagnantes, les Dodgers de Los Angeles et les Expos de Montréal, se sont ensuite affrontées en Série de championnat de la Ligue nationale de baseball.

## Contexte
La saison 1981 des Ligues majeures de baseball avait été interrompue pendant 50 jours en raison d'une grève des joueurs. Lors du retour au jeu, la ligue décida d'utiliser une formule peu conventionnelle pour cette saison seulement. Elle détermina que les équipes se trouvant en tête de leurs divisions au moment de l'arrêt de jeu seraient nommées championnes de la première moitié de saison, et accéderaient automatiquement aux séries éliminatoires. Les matchs restant au calendrier régulier serviraient à déterminer le classement des équipes pour la seconde moitié, qui couronnerait à son tour des champions dans les divisions Est et Ouest. Le baseball majeur avait prévu de permettre à un wild card (meilleur deuxième) de passer en séries si le champion d'une division s'avérait être le même lors des deux moitiés de la saison, mais cette éventualité ne se concrétisa pas.
Cet arrangement ne fit pas l'unanimité, et les détracteurs pointèrent le fait que les Reds de Cincinnati, auteur du meilleur dossier des majeures (66-42) cette saison-là, ratèrent malgré tout leur qualification en terminant deuxièmes dans chacune des deux moitiés du calendrier.
Les Séries de divisions de 1981 dans les ligues Nationale et Américaine furent présentées à titre exceptionnel, et dès 1982 les ligues majeures retournèrent aux saisons régulières de 162 parties et à la formule régulière d'un seul tour éliminatoire avant la Série mondiale.
Les Séries de divisions telles qu'on les connaît maintenant furent instaurées en 1994 lors du réarrangement des divisions du baseball majeur, alors que les 28 équipes de l'époque furent redistribuées entre 6 sections, plutôt que 4, et qu'il fut permis à 8 équipes au lieu de 4 de participer aux éliminatoires. Cependant, en raison d'une autre grève des joueurs qui mena à l'annulation de la fin de la saison 1994 et des éliminatoires, cette nouvelle formule de séries à trois rondes ne fut présenté pour la première fois qu'en 1995.

## Dodgers de Los Angeles vs. Astros de Houston
Les Dodgers de Los Angeles remportèrent le championnat de la section Ouest de la Nationale en première moitié de saison avec 36 victoires et 21 défaites, avec un demi-match de priorité sur les Reds de Cincinnati, qui comptaient un match de moins de joué au moment de l'interruption des activités. Les Dodgers ont remis une fiche de 63-47 sur l'ensemble de la saison et participaient aux séries pour la première fois depuis 1978.
Les Astros de Houston remportèrent 61 victoires contre 49 défaites en 1981, ce qui les aurait classés 3e derrière Cincinnati et Los Angeles dans une saison normale, mais ils se qualifièrent en remettant le meilleur dossier (33-20) de la seconde moitié de saison. Ils accédaient aux séries pour la deuxième fois de suite.
Los Angeles l'emporta sur Houston, trois parties à deux.

### Calendrier des rencontres
| Match | Date       | Visiteur               | Hôte                   | Score              |
| ----- | ---------- | ---------------------- | ---------------------- | ------------------ |
| 1     | 6 octobre  | Dodgers de Los Angeles | Astros de Houston      | 1 - 3              |
| 2     | 7 octobre  | Dodgers de Los Angeles | Astros de Houston      | 0 - 1 (11 manches) |
| 3     | 9 octobre  | Astros de Houston      | Dodgers de Los Angeles | 1 - 6              |
| 4     | 10 octobre | Astros de Houston      | Dodgers de Los Angeles | 1 - 2              |
| 5     | 11 octobre | Astros de Houston      | Dodgers de Los Angeles | 0 - 4              |

### Match 1
Mardi 6 octobre 1981 à l'Astrodome, Houston, Texas.
| Dodgers de Los Angeles | 0 | 0 | 0 | 0 | 0 | 0 | 1 | 0 | 0 | 1 | 2 | 0 |
| Astros de Houston | 0 | 0 | 0 | 0 | 0 | 1 | 0 | 0 | 2 | 3 | 8 | 0 |
| Lanceurs partants : LA : Fernando Valenzuela HOU : Nolan Ryan Vic. : Nolan Ryan (1-0) Déf. : Dave Stewart (0-1) HRs : LA : Steve Garvey (1) HOU : Alan Ashby (1) |   |   |   |   |   |   |   |   |   |   |   |   |

### Match 2
Mercredi 7 octobre 1981 à l'Astrodome, Houston, Texas.
| Dodgers de Los Angeles                                                                                   | 0 | 0 | 0 | 0 | 0 | 0 | 0 | 0 | 0 | 0 | 0 | 0 | 9 | 1 |
| Astros de Houston                                                                                        | 0 | 0 | 0 | 0 | 0 | 0 | 0 | 0 | 0 | 0 | 1 | 1 | 9 | 0 |
| Lanceurs partants : LA : Jerry Reuss HOU : Joe Niekro Vic. : Joe Sambito (1-0) Déf. : Dave Stewart (0-2) |   |   |   |   |   |   |   |   |   |   |   |   |   |   |

### Match 3
Vendredi 9 octobre 1981 au Dodger Stadium, Los Angeles, Californie.
| Astros de Houston | 0 | 0 | 1 | 0 | 0 | 0 | 0 | 0 | 0 | 1 | 3  | 2 |
| Dodgers de Los Angeles | 3 | 0 | 0 | 0 | 0 | 0 | 0 | 3 | X | 6 | 10 | 0 |
| Lanceurs partants : HOU : Bob Knepper LA : Burt Hooton Vic. : Burt Hooton (1-0) Déf. : Bob Knepper (0-1) HRs : HOU : Art Howe (1) LA : Steve Garvey (2) |   |   |   |   |   |   |   |   |   |   |    |   |

### Match 4
Samedi 10 octobre 1981 au Dodger Stadium, Los Angeles, Californie.
| Astros de Houston | 0 | 0 | 0 | 0 | 0 | 0 | 0 | 0 | 1 | 1 | 4 | 0 |
| Dodgers de Los Angeles | 0 | 0 | 0 | 0 | 1 | 0 | 1 | 0 | X | 2 | 4 | 0 |
| Lanceurs partants : HOU : Vern Ruhle LA : Fernando Valenzuela Vic. : Fernando Valenzuela (1-0) Déf. : Vern Ruhle (0-1) HRs: LA : Pedro Guerrero (1) |   |   |   |   |   |   |   |   |   |   |   |   |

### Match 5
Dimanche 11 octobre 1981 au Dodger Stadium, Los Angeles, Californie.
| Astros de Houston                                                                                      | 0 | 0 | 0 | 0 | 0 | 0 | 0 | 0 | 0 | 0 | 5 | 3 |
| Dodgers de Los Angeles                                                                                 | 0 | 0 | 0 | 0 | 0 | 3 | 1 | 0 | X | 4 | 7 | 2 |
| Lanceurs partants : HOU : Nolan Ryan LA : Jerry Reuss Vic. : Jerry Reuss (1-0) Déf. : Nolan Ryan (1-1) |   |   |   |   |   |   |   |   |   |   |   |   |

## Expos de Montréal vs. Phillies de Philadelphie
Champions de la division Est en seconde moitié de saison, les Expos de Montréal (30-23) ont remporté leur seul championnat de section et participé aux éliminatoires pour la seule fois de leur histoire en 1981. Ils avaient pris le 3e rang dans l'Est en première moitié, et compilé un dossier de 60-48 pour l'ensemble de la saison. Sur l'ensemble de la saison, ces statistiques leur auraient donné le premier rang de la division.
Champions du monde en titre à la suite de leur conquête de la Série mondiale 1980, les Phillies de Philadelphie enlevèrent le championnat de la première moitié avec une fiche de 34-21. Leur bilan de la saison 1981 fut de 59-48.
Montréal l'emporta sur Philadelphie, trois parties à deux.

### Calendrier des rencontres
| Match | Date       | Visiteur                 | Hôte                     | Score              |
| ----- | ---------- | ------------------------ | ------------------------ | ------------------ |
| 1     | 7 octobre  | Phillies de Philadelphie | Expos de Montréal        | 1 - 3              |
| 2     | 8 octobre  | Phillies de Philadelphie | Expos de Montréal        | 1 - 3              |
| 3     | 9 octobre  | Expos de Montréal        | Phillies de Philadelphie | 2 - 6              |
| 4     | 10 octobre | Expos de Montréal        | Phillies de Philadelphie | 5 - 6 (10 manches) |
| 5     | 11 octobre | Expos de Montréal        | Phillies de Philadelphie | 3 - 0              |

### Match 1
Mercredi 7 octobre 1981 au Stade olympique, Montréal, Québec.
| Phillies de Philadelphie | 0 | 1 | 0 | 0 | 0 | 0 | 0 | 0 | 0 | 1 | 10 | 1 |
| Expos de Montréal | 1 | 1 | 0 | 1 | 0 | 0 | 0 | 0 | X | 3 | 8  | 0 |
| Lanceurs partants : PHI : Steve Carlton MTL : Steve Rogers Vic. : Steve Rogers (1-0) Déf. : Steve Carlton (0-1) Sauv. : Jeff Reardon (1) HRs : PHI : Keith Moreland (1) |   |   |   |   |   |   |   |   |   |   |    |   |

### Match 2
Jeudi 8 octobre 1981 au Stade olympique, Montréal, Québec.
| Phillies de Philadelphie | 0 | 0 | 0 | 0 | 0 | 0 | 0 | 1 | 0 | 1 | 6 | 2 |
| Expos de Montréal | 0 | 1 | 2 | 0 | 0 | 0 | 0 | 0 | X | 3 | 7 | 0 |
| Lanceurs partants : PHI : Dick Ruthven MTL : Bill Gullickson Vic. : Bill Gullickson (1-0) Déf. : Dick Ruthven (0-1) Sauv. : Jeff Reardon (2) HRs: MTL : Gary Carter (1) |   |   |   |   |   |   |   |   |   |   |   |   |

### Match 3
Vendredi 9 octobre 1981 au Veterans Stadium, Philadelphie, Pennsylvanie.
| Expos de Montréal                                                                                                   | 0 | 1 | 0 | 0 | 0 | 0 | 0 | 1 | 0 | 2 | 8  | 4 |
| Phillies de Philadelphie                                                                                            | 0 | 2 | 0 | 0 | 0 | 2 | 2 | 0 | X | 6 | 13 | 0 |
| Lanceurs partants : MTL : Ray Burris PHI : Larry Christenson Vic. : Larry Christenson (1-0) Déf. : Ray Burris (0-1) |   |   |   |   |   |   |   |   |   |   |    |   |

### Match 4
Samedi 10 octobre 1981 au Veterans Stadium, Philadelphie, Pennsylvanie.
| Expos de Montréal | 0 | 0 | 0 | 1 | 1 | 2 | 1 | 0 | 0 | 0 | 5 | 10 | 0 |
| Phillies de Philadelphie | 2 | 0 | 2 | 0 | 0 | 1 | 0 | 0 | 0 | 1 | 6 | 9  | 0 |
| Lanceurs partants : MTL : Scott Sanderson PHI : Dickie Noles Vic. : Tug McGraw (1-0) Déf. : Jeff Reardon (0-1) HRs : MTL : Gary Carter (2) PHI : Mike Schmidt (1), Gary Matthews (1), George Vukovich (1) |   |   |   |   |   |   |   |   |   |   |   |    |   |

### Match 5
Dimanche 11 octobre 1981 au Veterans Stadium, Philadelphie, Pennsylvanie.
| Expos de Montréal                                                                                               | 0 | 0 | 0 | 0 | 2 | 1 | 0 | 0 | 0 | 3 | 8 | 1 |
| Phillies de Philadelphie                                                                                        | 0 | 0 | 0 | 0 | 0 | 0 | 0 | 0 | 0 | 0 | 6 | 0 |
| Lanceurs partants : MTL : Steve Rogers PHI : Steve Carlton Vic. : Steve Rogers (2-0) Déf. : Steve Carlton (0-2) |   |   |   |   |   |   |   |   |   |   |   |   |